# Гавиан-Пейшоту
Гавиан-Пейшоту (порт. Gavião Peixoto)  —  муниципалитет в Бразилии, входит в штат Сан-Паулу. Составная часть мезорегиона Араракара. Входит в экономико-статистический  микрорегион Араракуара. Население составляет 4120 человек на 2006 год. Занимает площадь 243,711 км². Плотность населения — 16,7 чел./км².
Праздник города —  27 декабря.

## История
Город основан 5 декабря 1924 года. 

## Экономика
На территории города расположено производственное объединение Эмбраера, включающее в себя аэродром с одной из самых протяжённых взлётно-посадочных полос в мире.

## Статистика
- Валовой внутренний продукт на 2003 составляет 204.848.130,00 реалов (данные: Бразильский институт географии и статистики).
- Валовой внутренний продукт на душу населения на 2003 составляет 50.072,88 реалов (данные: Бразильский институт географии и статистики).
- Индекс развития человеческого потенциала на 2000 составляет 0,763  (данные: Программа развития ООН).

## География
Климат местности: горный тропический. В соответствии с классификацией Кёппена, климат относится к категории Aw.